# Гверстовка
Гверстовка — деревня в Хваловском сельском поселении Волховского района Ленинградской области.

## История
Деревня Гверстовка упоминается на семитопографической карте Новгородской губернии 1847 года полковника Корпуса топографов М. О. Без-Корниловича.

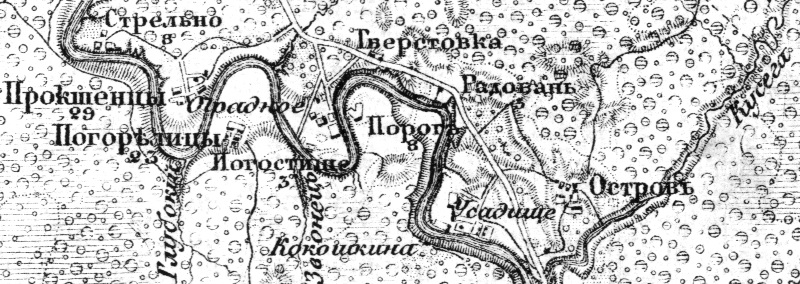
Деревня Гверстовка на карте Ф. Ф. Шуберта 1872 года

В начале XX века Гверстовка административно относилась к Сугоровской волости 1-го стана 1-го земского участка Тихвинского уезда Новгородской губернии.

ГВЕРСТОВКА — усадьба наследников И. Никулина, число дворов — 2, число домов — 1, число жителей: 3 м. п., 5 ж. п.; 

Занятие жителей — земледелие, лесные промыслы. При реке Сясь. Мелочная лавка, смежна с выселком Гверстовка. 
 
ГВЕРСТОВКА — выселок господ Кохановых, число дворов — 1, число домов — 1, число жителей: 6 м. п., 4 ж. п.; 

Занятие жителей — лесные промыслы. При реке Сясь .  (1910 год)

Деревня Гверстовка упоминается на военно-топографической карте Петроградской и Новгородской губерний издания 1915 года.
Согласно карте Ленинградской области Северо-западного аэрогеодезического треста ГГУ издания 1932 года деревня называлась Терстово и насчитывала 2 крестьянских двора.
По данным 1933 года деревня Гверстовка в составе Волховского района не значилась.
По данным 1966 и 1973 годов деревня Гверстовка входила в состав Воскресенского сельсовета.
По данным 1990 года деревня Гверстовка входила в состав Хваловского сельсовета.
В 1997 году в деревне Гверстовка Хваловской волости проживали 3 человека, в 2002 году — 11 человек (русские — 91 %).
В 2007 году в деревне Гверстовка Хваловского СП — 8 человек.

## География
Деревня расположена в юго-восточной части района на автодороге А114 (Вологда — Новая Ладога).
Расстояние до административного центра поселения — 15 км.
Расстояние до ближайшей железнодорожной станции Колчаново — 34 км.
Деревня находится на правом берегу реки Сясь.

## Демография
| 1910 | 1997 | 2007 | 2010 | 2017 |
| ---- | ---- | ---- | ---- | ---- |
| 18   | ↘3   | ↗8   | ↗15  | ↘6   |

### Национальный состав
Согласно данным Всероссийской переписи населения 2021 года в деревне проживали 8 человек, все русские.